# Ventura (musikalbum)
Ventura är det tredje albumet från det brasilianska rockbandet Los Hermanos, släppt 2003. Det var det första albumet med ett brasilianskt band att vara tillgänglig - olagligt - på Internet innan den officiella lanseringen.
Albumet ansågs av den brasilianska utgåvan av tidskriften Rolling Stone som ett av de 100 viktigaste albumen inom brasiliansk musik.

## Låtlista
Ventura är det tredje albumet från bandet. Alla låtar är skrivna av Marcelo Camelo, utom där annat anges.
1. "Samba a Dois" – 3:17
2. "O Vencedor" – 3:20
3. "Tá Bom" – 2:18
4. "Último Romance" (Rodrigo Amarante) – 4:25
5. "Do Sétimo Andar" (Rodrigo Amarante) – 3:46
6. "A Outra" – 3:35
7. "Cara Estranho" – 3:25
8. "O Velho e o Moço" (Rodrigo Amarante) – 4:03
9. "Além do Que Se Vê" – 3:50
10. "O Pouco Que Sobrou" – 3:03
11. "Conversa de Botas Batidas" – 4:00
12. "Deixa o Verão" (Rodrigo Amarante) – 2:39
13. "Do Lado de Dentro" – 2:43
14. "Um Par" (Rodrigo Amarante) – 2:57
15. "De Onde Vem a Calma" – 4:10